# Шефкет Арсланагић
Шефкет Арсланагић (Требиње, 7. октобар 1942 — Сарајево, 7. мај 2023) био је босанскохерцеговачки математичар.

## Биографија
Основну школу и гимназију је завршио у родном Требињу. Дипломирао је на Природно-математичком факултету у Сарајеву, група математика, у јуну 1967. Магистрирао је у децембру 1982. на Свеучилишту у Загребу. Докторску дисертацију је одбранио у фебруару 1999. на ПМФ-у у Сарајеву, а у јуну исте године је изабран у звање доцента. Радио је као професор математике у Школском центру у Требињу од 1967. до почетка 1993. године када је усљед ратних дејстава избјегао у Рожаје. У периоду од 1980. до 1992. радио је као предавач математике на Грађевинском факултету у Мостару. У периоду од марта 1993. до августа 1996. боравио је као избјеглица у Данској и Њемачкој. Од септембра 1996. ради на Одсјеку за математику ПМФ-а у Сарајеву. Од 2005. је ванредни професор и данас предаје Методику наставе математике и Елементарну математику и Математику на Одсјеку за хемију.

## Радови
Објавио је 40 научних радова из области аналитичких и геометријских неједнакости и преко 400 радова из методике математике. Издао је 34 књиге из математике у БиХ. Радове је објављивао и у Њемачкој, Канади, Аустралији, Малезији, Швајцарској, Мађарској, Чешкој, Данској, Румунији, Бугарској, Србији, Црној Гори, Хрватској, Словенији и Македонији.
Предсједник је Секције за рад са надареним ученицима Удружења математичара БиХ, уредник часописа Triangle, као и члан редакције још многих часописа широм Европе.